# Прозорец на Овъртън
Прозорецът на Овъртън е понятие, използвано в обществените науки, и означава обхвата от теми, приемливи за обществено обсъждане в даден момент. Известен е също като прозорец за дискурс. Ключов момент при това е, че този прозорец с времето се променя: той може да се премества, свива или разширява. Както го определя центърът Маккинак, това илюстрира постепенната еволюция на обществени норми и стойности. Понятието носи името на американския политическия анализатор и старши вицепрезидент на Центъра за обществена политика Маккинак, Джоузеф Овъртън, който предполага, че жизнеспособността на дадена политическа идея зависи по-скоро от това дали тя попада в обсега на приемливост, отколкото от личните предпочитания на политиците, които използват даден термин или понятия. Според Овъртън прозорецът дава границите на обхвата от политически мерки, които един политик може да препоръча, без те да изглеждат твърде крайни, за да може той или тя да спечели или задържи обществен пост при политическия климат и обществено мнение в дадения момент.
В началото на 90-те Овъртън описва правителствената намеса в спектъра от „по-свободно“ към „по-малко свободно“, ориентиран по вертикалната ос, за да избегне асоциациите с политическия спектър „ляво-дясно“. С течение на времето спектърът се измества или разширява и някоя идея от дадено място на скалата може да стане повече или по-малко политически приемлива. След смъртта на Овъртън неговият колега от Центъра за обществена политика Маккинак, Джоузеф Леман, развива идеята му и я нарича с неговото име. Политическият коментатор Джошуа Тревиньо постулира шест степени на приемливост на обществените идеи, в общи линии като:
- немислими;
- радикални;
- приемливи;
- разумни;
- популярни;
- политическа норма.

Прозорецът на Овъртън е подход за установяване на идеите, които определят спектъра на приемливост на обществената политика. Предпоставка на дефинираното от Овъртън понятие е, че политиците действат свободно само в рамките на прозорец, разглеждан като приемлив. Преместването на Овъртъновия прозорец би включило поддръжници на политика отвъд прозореца, убеждавайки обществото да го разшири, докато поддръжниците на текущата политика ще опитват да убедят народа, че политиката извън статуквото следва да се счита за неприемлива. Според Леман, който дава име на понятието:
| „ | Най-честото неразбиране е, че работата на самите законодатели е преместването на прозореца на Овъртън. Това е напълно погрешно. Работата на законодателите е да установят къде е прозорецът и след това да се преместят, за да бъдат в съгласие с него. | “ |